# Синельник, Александр Владимирович
Александр Владимирович Синельник (5 апреля 1966 — 21 февраля 1995) — командир 3-й танковой роты мотострелкового батальона 506-го гвардейского мотострелкового полка Уральского военного округа, гвардии капитан.

## Биография
Родился 5 апреля 1966 года в городе Вентспилс. Русский. В 1983 году окончил Ленинградское СВУ.
В 1987 году окончил Харьковское гвардейское танковое высшее командное училище. С 21 августа 1992 года — командир танковой роты.
21 февраля 1995 года мотострелковый батальон 506-го гвардейского мотострелкового полка при поддержке танков 3-й танковой роты, которой командовал гвардии капитан А. В. Синельник, захватил господствующую высоту 382,1 в районе Новые Промысла, что привело к окончательному окружению Грозного. Окруженные боевики в течение 15 часов предпринимали яростные попытки сбить мотострелков и танкистов с высоты.
В критический момент боя гвардии капитан Синельник возглавил бронегруппу в составе танка и 2-х боевых машин пехоты. Умело используя местность, он вышел на выгодную позицию и нанёс своевременный удар по боевикам. Вызвав огонь на себя, он дал возможность мотострелкам закрепиться на своих рубежах. По его танку было произведено 6 выстрелов из гранатомета, но, умело маневрируя боевой машиной, капитан А. В. Синельник продолжал вести бой. В этот момент был произведен выстрел из ПТУРа. Командир роты, будучи смертельно раненным, вывел танк в безопасное место, успев приказать экипажу покинуть горящую машину.
Похоронен в Волгограде.
Указом Президента Российской Федерации от 13 октября 1995 года за мужество и героизм, проявленные при выполнении специального задания в Чеченской Республике, гвардии капитану Синельнику Александру Владимировичу присвоено звание Героя Российской Федерации.
Приказом Министра обороны РФ от 4 апреля 1999 года он навечно зачислен в списки 3-й танковой роты танкового батальона 506-го гвардейского мотострелкового полка. Его имя выбито на памятной стеле Героев, установленной у Дома офицеров Приволжско-Уральского военного округа в Самаре.